# Banco Central del Paraguay
El Banco Central del Paraguay (BCP) es un organismo autónomo de carácter técnico que cumple las funciones de banco central del Estado paraguayo, asignadas en la Constitución de 1992 y establecidas en su carta orgánica, Ley 489/95.
Tiene el monopolio de la emisión monetaria del país. Su misión es preservar y velar por la estabilidad del valor de la moneda, promover la eficacia y estabilidad del sistema financiero y cumplir con su rol de banco de bancos y agente financiero del Estado. Para ello dispone de diversas atribuciones en materias monetarias, financieras, crediticias y de cambios internacionales.
El banco está ubicado en el barrio Las Lomas de la ciudad de Asunción, y para el periodo 2018-2023 fue nombrado José Cantero Sienra como presidente.
La Entidad se encuentra asociada a la Caja de Jubilaciones y Pensiones de Empleados de Bancos y Afines 

## Antecedentes
En el período posterior a la guerra del Chaco, la coyuntura económica paraguaya se caracterizaba por una elevada incertidumbre cambiaria y presiones inflacionarias. Por tanto, en febrero de 1936 se crea el Banco de la República del Paraguay, un banco estatal que dependía directamente del Ministerio de Hacienda.
Este banco se constituyó en único banco emisor y de organización financiera del país. En 1943 se realizó una reforma monetaria, donde se instituyó al guaraní como signo monetario nacional y se encomendó al Banco de la República la responsabilidad del monopolio de la emisión monetaria en el país, quitando al Ministerio de Hacienda la facultad que también tenía. Esta reforma monetaria fue acompañada por una reforma bancaria, la cual fue llevada a cabo con la colaboración del economista Robert Triffin, de la Reserva Federal de los Estados Unidos. 
Como consecuencia de esta reforma, se dicta una ley de bancos y se crea el Banco del Paraguay establecido por Ley 5130 del 8 de septiembre de 1944. Esta nueva institución tendría el objetivo de administrar la moneda nacional, manejar las actividades bancarias del Estado y debía propiciar un ambiente de estabilidad monetaria nacional. El banco estaba formado por tres departamentos: monetario, bancario e hipotecario.
Entre las funciones del departamento monetario se encontraban la de administrar la política monetaria, bancaria y crediticia del país, el recibir depósitos de otras entidades bancarias, el elaborar las estadísticas monetarias, bancarias y de créditos del banco y del sistema bancario, el de emitir billetes y acuñar monedas con exclusividad, entre otras.
Posteriormente, ante las dificultades operativas del ente y la coyuntura caracterizada por la creciente inflación y gran especulación cambiaria, el Gobierno inició una segunda reforma bancaria en 1952, que consistió en cambios en la legislación bancaria de 1944 y la creación del actual Banco Central del Paraguay (BCP), sobre la base del departamento monetario del Banco del Paraguay.
El BCP comenzó a operar el 1 de julio de 1952, y su primer presidente fue Epifanio Méndez Fleitas.

## Funciones
Conforme a lo establecido por el artículo 3º de la Ley N.º 489/95, los objetivos fundamentales del BCP son  preservar y velar por la estabilidad del valor de la moneda y promover la eficacia y estabilidad del sistema  financiero.   
Para el cumplimiento de sus objetivos, la ley orgánica le otorga al Banco Central las siguientes funciones:
- Participar con los demás organismos técnicos del Estado en la formulación de la política monetaria, crediticia y cambiaria, siendo responsable de su ejecución y desarrollo.
- Emitir, con potestad exclusiva, monedas y billetes de curso legal. La moneda de curso legal del Paraguay es el guaraní.
- Actuar como banquero y agente financiero del Estado.
- Mantener y administrar las reservas internacionales.
- Actuar como banco de bancos y realizar funciones de prestamista de última instancia.
- Promover la eficacia, estabilidad y solvencia del sistema financiero.
- Actuar como asesor económico y financiero del Gobierno.
- Participar y operar en representación del Gobierno o por sí, según corresponda, en organismos  financieros extranjeros o internacionales o ante gobiernos u organismos internacionales
- Desempeñar toda otra función o facultad que le corresponda, de acuerdo con su condición esencial de banco central.

## Lista de presidentes
El presidente es designado por un período de cinco años. A continuación, el listado de presidentes del Banco Central del Paraguay, desde el año 1952 hasta la fecha:
- Juan Ramón Chávez (1952)
- Pedro Juan Mayor (1952), interino
- Epifanio Méndez Fleitas (1952-1954)
- Pedro Mayor (1954), interino
- Osvaldo Chávez (1954)
- Pedro Mayor (1955), interino
- Epifanio Méndez Fleitas (1955)
- Gustavo Storm (1955-1959)
- César Romeo Acosta (1959-1989)
- Crispiniano Sandoval Silva (1989-1991)
- José Enrique Páez (1991-1993)
- Jacinto Estigarribia (1993-1995)
- Dionisio Coronel Benítez (1995), interino
- Hermes Gómez Ginard (1995-1998)
- Jorge Gulino Ferrari (1998-1999), interino
- Samuel Washington Aswell (1999-2001)
- Raúl Vera Bogado (2001-2002)
- Juan Antonio Ortiz Vely (2002-2003)
- Angel Gabriel González (2003-2005)
- Mónica Pérez (2005-2007)
- Venicio Sánchez Guerreros (2007), interino
- Germán Rojas Irigoyen (2007-2008), interino
- Jorge Corvalán (2008-2013)
- Carlos Fernández Valdovinos (2013-2018)
- José Cantero Sienra (2018-2023)
- Carlos Dagoberto Carvallo Spalding (2023-act.)